# Scooby-Doo et Batman : L'Alliance des héros
Série
Lego Scooby-Doo : Mystère sur la plage
(2017) Scooby-Doo et le Fantôme gourmand
(2018)
Pour plus de détails, voir Fiche technique et Distribution.
Scooby-Doo et Batman : L'Alliance des héros (Scooby-Doo and Batman: The Brave and the Bold) est un vidéofilm d'animation américain réalisé par Jake Castorena, sorti en 2018. Il s'agit du 30e long métrage de la franchise Scooby-Doo, détenue par Warner Bros., et d'un crossover entre l'univers Scooby-Doo et la série télévisée Batman : L'Alliance des héros. En France, il a été diffusé le 2 avril 2018 sur France 3 dans Bunny Tonic.

## Synopsis
Scooby-Doo et la sympathique équipe de Mystères Associés trouvent en Batman un allié de poids pour lutter contre de malfaisants personnages masqués.

## Fiche technique
Sauf indication contraire, les informations mentionnées dans cette section peuvent être confirmées par la base de données cinématographiques IMDb,  présente dans la section « Liens externes ».
- Titre : Scooby-Doo et Batman : L'Alliance des héros
- Titre original : Scooby-Doo and Batman: The Brave and the Bold
- Réalisation : Jake Castorena
- Scénario : Paul Giacoppo, d'après une histoire de James Tucker
- Musique : Kristopher Carter, Michael McCuistion et Lolita Ritmanis
- Montage : Christopher D. Lozinski et Molly Yahr
- Production : Michael Jelenic
  - Production exécutive : Benjamin Melniker, Sam Register et Michael E. Uslan
  - Production associée : Matthew Mahoney
- Sociétés de production : Warner Bros. Animation, DC Entertainment et Hanna-Barbera Productions
- Pays de production :  États-Unis
- Langue originale : anglais
- Genre : animation, comédie, super-héros
- Format : couleur
- Genre : Animation, action et comédie
- Durée : 73 minutes
- Dates de sortie :
  - États-Unis : 6 janvier 2018 (avant-première au Chinese Theatre[2]), 9 janvier 2018 (directement en vidéo)
  - France : 7 février 2018[3] (directement en vidéo), 28 avril 2018 (diffusion TV)

## Distribution

### Voix originales
Sauf indication contraire, les informations mentionnées dans cette section peuvent être confirmées par la base de données cinématographiques IMDb,  présente dans la section « Liens externes ».
- Frank Welker : Scooby-Doo / Fred Jones
- Matthew Lillard : Sammy Rogers
- Kate Micucci : Véra Dinkley
- Grey DeLisle : Daphné Blake / Black Canary
- Jeff Bennett : Joker
- Diedrich Bader : Batman
- Jeffrey Combs : Le Sphinx
- John DiMaggio : Aquaman
- Nika Futterman : Catwoman
- Nicholas Guest (en) : Martian Manhunter
- John Michael Higgins : L'Homme-Mystère
- Tom Kenny : Pingouin / Plastic Man
- Kevin Michael Richardson : Gueule d'argile / Chimp
- Tara Strong : Harley Quinn / Poison Ivy
- Fred Tatasciore : Harvey Bullock / Killer Croc

### Voix françaises
- Mathias Kozlowski : Fred Jones
- Éric Missoffe : Sammy Rogers et Scooby-Doo
- Caroline Pascal : Véra Dinkley
- Céline Melloul : Daphné Blake
- Adrien Antoine : Batman
- Barbara Beretta : Black Canary
- Michel Vigné : Aquaman et Sam Scarlett
- Gilbert Lévy : l'inspecteur Harvey Bullock
- Gilles Morvan : Gueule d'argile
- Kelvine Dumour :  Harley Quinn
- Edwige Lemoine : Poison Ivy et la serveuse
- Marc Perez : L'Homme-Mystère, Détective Chimp, Question
- Rody Benghezala : Crimson Cloak, le professeur Milo
- Philippe Peythieu : Martian Manhunter, Pingouin, Killer Croc
- Emmanuel Garijo : Plastic Man, Leo Scarlett et un garde d'Arkham
- Xavier Fagnon : Joker
- Emmanuèle Bondeville : Catwoman

## Sortie vidéo (France)
Le téléfilm est sorti sur le support DVD en France :
- Scooby-Doo et Batman : L'Alliance des héros (DVD-9 Keep Case) sorti le 7 février 2018 édité par Warner Bros. et distribué par Warner Home Vidéo France. Le ratio écran est en 1.78:1 panoramique 16:9. L'audio est en Français, Anglais, Castillan, Norvégien et Suédois 5.1 Dolby Digital avec sous-titres en français, castillan et néerlandais. En supplément deux dessins animés vintage de Scooby-Doo : Scooby-Doo rencontre Batman et Robin, partie 1 et Scooby-Doo rencontre Batman et Robin, partie 2 en VOST. La durée du film est de 73 minutes. Il s'agit d'une édition Zone 2 Pal[4].

## Clins d’œil
Une référence au loup de Tex Avery est à remarquer lorsque Plastic Man se change en loup allié à Daphné ; une autre référence est faite aux Fous du volant lorsque les super-vilains poursuivent Batman et Mystère et Cie ; une troisième référence est à remarquer, enfin, lorsque le Joker cite Satanas et Diabolo.

### Critique
Sur linfotoutcourt.com, le film a reçu 7/10 dans la note du critique.